# 김밥
김밥은 소금과 참기름으로 맛을 낸 밥을 시금치, 단무지, 당근, 달걀, 우엉, 햄, 맛살, 어묵등 속재료를 넣고 김으로 말아서 한입 크기로 썰어 낸 한국의 음식이다. 주먹밥처럼 이동할 때나 빠르게 먹기가 편하여 소풍이나 여행, 이동할 때 즐겨 먹는다. 소금이 없어도 참기름으로 맛을 낼 수 있지만 소금이 들어가면 맛이 풍부해진다.

## 기원
일제시대에 스시의 한 종류인 노리마키가 한국에 소개되어 변형된 것에서 유래했다고 추정된다. 그 이후 김밥은 쌀식초 대신 참기름을 포함한 한국의 전통 맛을 활용하는 독특한 요리가 되었다. 한국에서 김밥이라는 용어가 처음 등장한 1935년 신문이 이 이론을 뒷받침하고 있다. 또 하나의 근거로 김밥과 마키즈시가 같은 마키스(巻きす, 김밥말이)를 사용해 원통형으로 말아 만든다는 점이 있다. 이는 노리마키와 김밥의 제조법과도 상동한데, 일제시대 이전 한반도에는 이러한 조리 도구나 이를 이용한 음식은 존재하지 않았으나 일본에선 과거 에도시대부터 일식에 주로 사용되어 왔다.
한편 한국학중앙연구원이 발간한 한국민족문화대백과사전에서는 김밥의 역사가 일본에서 온것이란 소개와 함께 김과 복쌈의 대한 소개를 통한 김밥과 두 음식의 연관성과 유기성을 소개하였다. 경상도 지리지, 신증동국여지승람 등 15세기경의 서적에 김밥의 주재료인 김의 생산이 기록되있고, 1819년 김매선이 저술한 조선 서적인 열량세시기에는 밥을 짓고 김을 싸서 먹는 복쌈이라는 음식이 기록되어 있다. 또한 김밥을 싸는데 필요한 형태의 '종이김' 섭취 시기도 꽤나 차이가 나는데 일본은 18세기 아사쿠사 노리 유행 전까진 김을 채취한 그 자체인 죽 형태로 섭취하였다는 기록 밖에 없는 반면 한국은 고려 말기와 조선왕조실록에 '종이김' 대한 기록은 일본보다 수백년 이상 앞서있다. 또한 근대 일제시대에 이르러 신문에 등장하는 노리마키 역시 '김쌈밥' 이라는 용어로 서술된다. 여기서 김쌈밥이란 김밥의 원형으로 추정되는 노리마키의 한국어  번역어가 아닌 원시적인 형태의 한국 고유 음식 중 쌈 종류의 하나인 김쌈을 의미한다며, 이는 보름날 풍년을 기원하기 위해 싸는 노적쌈, 복쌈, 볏섬 등으로 불리우던 것이 점차 김이 보편화되며 김으로 쌈을 쌌다 하여 김쌈, 김쌈밥, 짐 등으로 명칭이 변화된 것으로서, 일제시대 현지화된 노리마키즈시의 호칭에도 과거 김쌈밥의 이름이 그대로 사용되어 계승되었다. 이는 한반도내에서는 일제시대에 퍼진 노리마키와 김쌈밥의 형태나 맛의 차이가날지언정 당시 사람들한텐 두 음식을 꽤나 유사한 음식으로 인식되고 있었다는 것을 의미한다.
다만 쌈 형태가 아닌 김을 펴 돌돌 마는 '마키' 방식의 '김밥' 자체의 역사는 일제 시대 도입된 노리마키의 영향이 없었다 보기 어렵다.
이처럼 양국에서 발달한 김 식단 문화로 인해, 김밥과 노리마키는 현재 일본과 한국에서 다른 요리로 구분되고 있다. 전자는 일본어로 기무파푸(일본어: キムパプ)라고 불리고 후자는 한국어로 노리마키라고 불린다. 김밥은 보통 여러 재료를 넣고 말아서 참기름으로 양념을 하고, 마키즈시는 보통 한 재료(오이나 생참치)로 말아서 쌀식초로 양념을 한다.

## 영양성분
| 열량(kcal)  | 나트륨(mg)   | 탄수화물(g) | 당류(g)   | 단백질(g) | 지방(g)   |
| ----------- | ------------ | ----------- | --------- | --------- | --------- |
| 170.4(8.5%) | 438.2(21.9%) | 25.6(7.9%)  | 2.3(2.3%) | 5.2(9.5%) | 5.2(9.6%) |

이 표는 김밥의 평균 영양소를 나타낸 것으로 넣는 재료와 양 등에 따라 표의 정보와 상이할 수 있다.

## 조리법

### 조리법
1. 김은 살짝 구워서 준비하고 대나무 발에 펼친 다음 참기름과 소금으로 간을 맞춘 밥을 펼쳐 올린다.[2]
2. 길이에 맞게 썰어 놓은 속재료를 가운데 적당하게 올린다.[2]
3. 김밥을 말아서 형태를 만든다.[2]
4. 먹기 좋게 1cm 정도 두께로 자른다.[2]

그냥 먹기도 하지만 기호에 따라 깨를 뿌리거나 참기름을 발라 먹기도 한다.

### 속재료
김밥의 속재료로는 소시지, 햄, 게맛살, 시금치, 우엉, 단무지, 달걀, 참치, 쇠고기, 치즈 등을 취향에 따라 이용할 수 있다. 재료나 모양에 따라서 김밥의 이름을 정할 수 있다. 이를테면 김 대신 밥이 밖으로 드러나게 만드는 김밥도 있는데, 이것을 누드김밥이라고 부른다.

## 종류
- 일반 김밥
- 치즈 김밥
- 참치 김밥
- 돈까스 김밥
- 매운 김밥
- 고추김밥
- 달걀 김밥
- 줄김밥

줄김밥의 종류는 해당 김밥의 속재료에 무엇이 포함되는가에 따라서 나뉜다. 기본적인 줄김밥에는 기본 속재료인 달걀, 햄, 당근, 단무지, 맛살, 오이, 우엉, 어묵 등이 들어가나, 그 이외의 특별한 재료가 포함될 시 그 재료의 이름을 따서 김밥의 이름을 붙인다. 이렇게 파생되어 분류되는 김밥의 종류 중 흔히 시중에서 판매되는 김밥은 다음과 같다: 참치김밥, 치즈김밥, 소고기김밥, 김치김밥, 멸치김밥, 콩나물김밥.
또한 다수의 김밥 요리 서적에서는 기본적인 속재료 이외에도 다양한 재료를 넣은 김밥들을 소개하고 있다. 다소 이국적인 재료인 아보카도, 파인애플, 아스파라거스, 망고를 넣은 김밥 등이 존재하는데, 요리 연구가들은 이런 식으로 최근에 국내에 소개된 다양한 식재료를 김밥에 접목시키는 다양한 시도를 하고 있다.
- 누드김밥

일반 김밥과 달리 김과 속 재료가 안쪽으로 들어가고, 밥이 바깥으로 나와 전체를 감싸는 형태의 김밥. 일본식 롤과 비슷한 형태이지만 한국식 일반 김밥에 쓰이는 재료들(햄, 맛살, 단무지, 시금치 등)을 그대로 사용하며, 치즈나 소스를 곁들이기도 한다.
- 꼬마김밥

속 재료가 간단하고 밥의 양이 현저히 적어 일반 김밥보다 작고 가늘다. 간편하게 사서 한 입에 먹을 수 있어 대표적인 길거리 음식으로 꼽힌다.
- 충무김밥

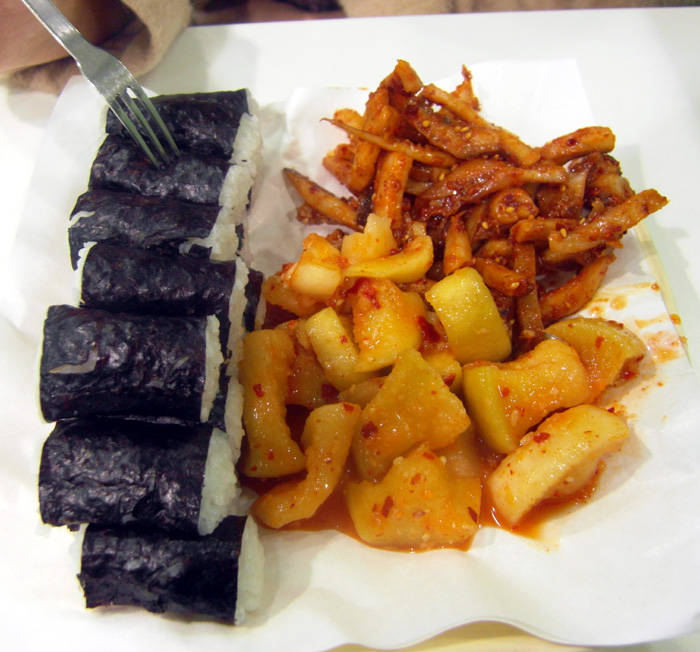
충무김밥

꼬마 김밥과 유사한 크기이지만 속 재료가 없고, 밥만 가지고 김으로 싼 김밥. 오징어 무침이나 김치 등 반찬을 곁들여 먹는 것이 일반적이지만 밥 자체에도 간이 되어 있어 그냥 먹기도 한다.
- 삼각김밥

삼각형 모양의 김밥으로, 기본적인 김밥과 달리 야채보다는 참치나 고기 등의 속 재료를 사용한다. 보통 비닐에 싸여 이곳 편의점에서 판매된다.

## 위생
김밥의 최대 섭취 유효 시간을 황색포도상구균의 번식 시간으로 산정해 보았을 때, 일반적인 성인이 김밥 1인분(171 g)을 섭취하는 것을 기준으로 하였을 때 구입 이후 28~30˚C에서 방치할 경우 분식점은 3.9~4.6시간, 백화점은 6.7~7.9시간, 편의점은 7.4~8.7시간이다. 또한 구매한 김밥이 황색포도상구균에 기인한 식중독으로부터 안전할 최대섭취 유효시간은 99% 안전 확률에서 여름철 분식점 기준으로 30˚C에서 1.9시간이며 15˚C인 경우는 17.7시간이다.

## 대표 판매처

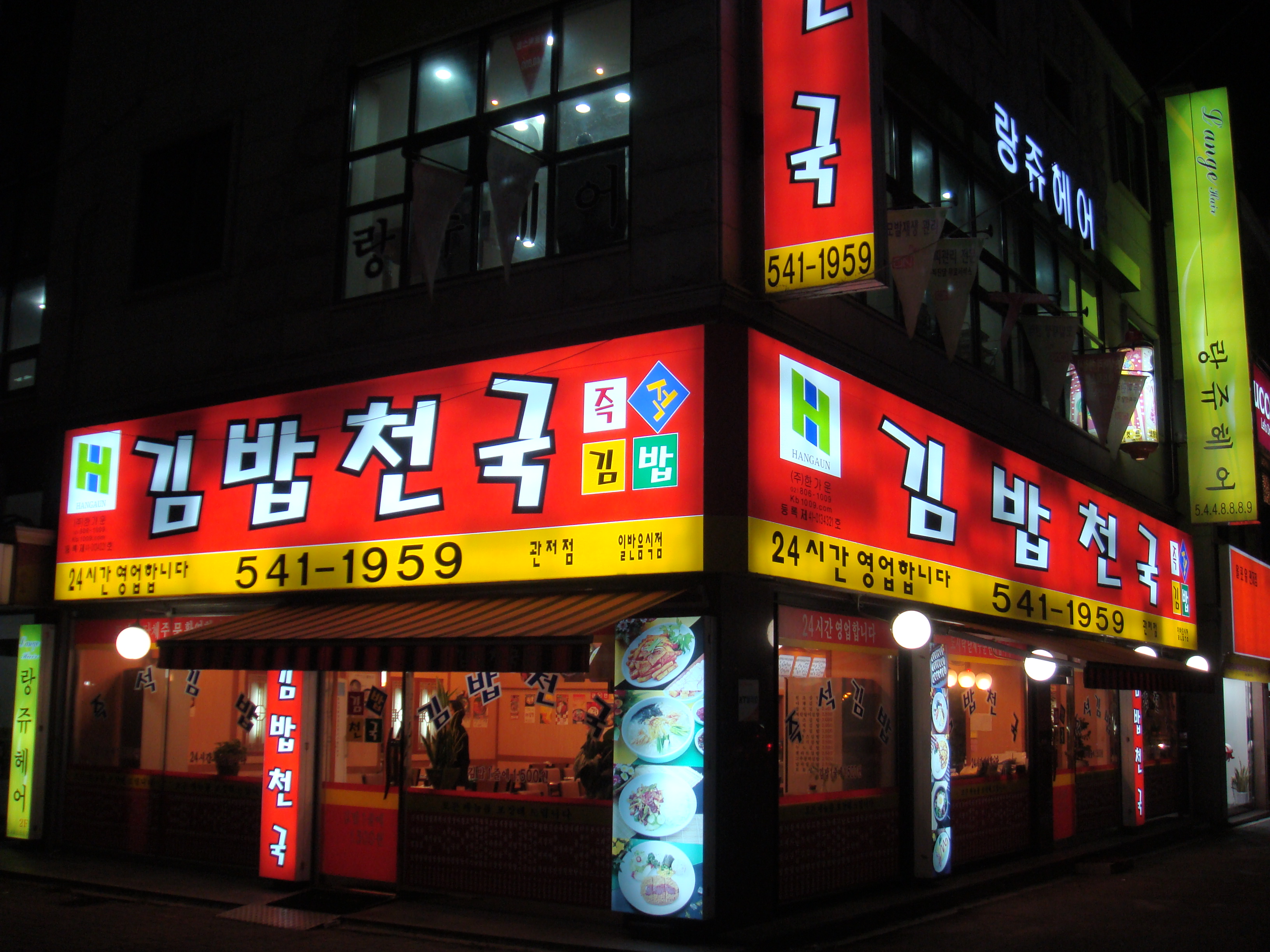
김밥천국

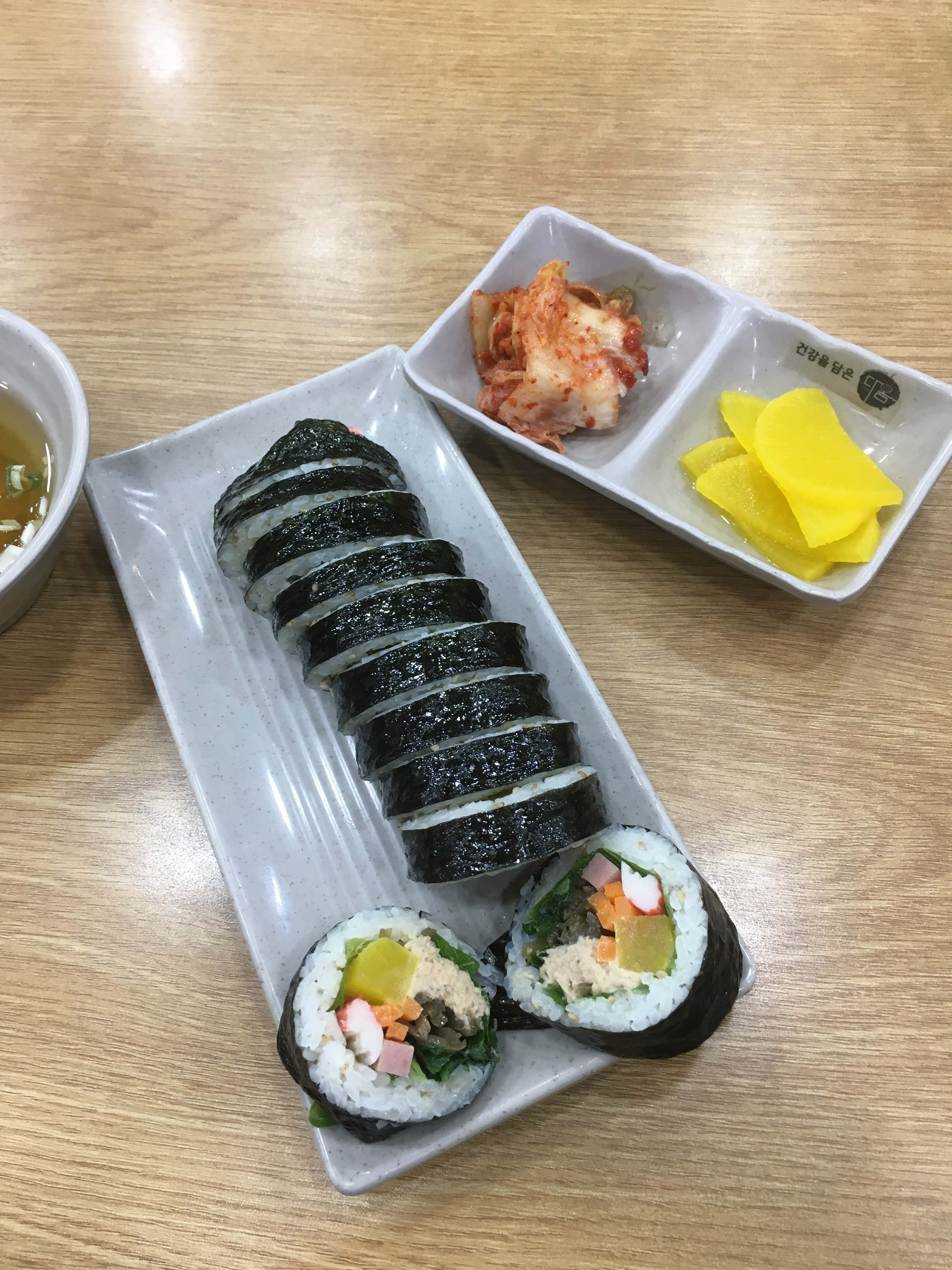
김밥천국의 김밥

### 김밥전문점
한국에는 김밥전문점이 많이 있다. 김밥전문점에서는 주요리인 김밥을 비롯한 일부 라면, 떡볶이, 어묵국 등 다양한 분식을 판매한다. 2009년 기준, 전국 김밥전문점의 수는 45,400여개이며, 이는 전체 음식점업 매장 수의 약 10%를 차지한다. 김밥 전문점의 형태로는 개인이 독립적으로 설립하고 운영하는 가게가 있고, 모기업의 가맹점 또는 직영점으로서 운영하는 프랜차이즈 체인점이 있다. 또 그중에 대표하는 음식점은 김밥천국과 스쿨푸드 등등이 있다.

### 편의점
편의점에서는 줄김밥, 스틱김밥, 삼각김밥 등 여러 형태의 김밥을 판매한다. 특히 삼각김밥은 편의점의 대표식품으로, 편의점에서 담배를 제외하면 가장 높은 매출을 기록하는 품목이다. 각 편의점 업체에서는 매출을 위해 삼각김밥 진열대를 따로 마련하거나 매월 다른 종류의 삼각김밥을 출시하는 등의 방법을 사용하고 있다.

## 한국의 김밥 문화
김밥은 간편하게 휴대하면서 먹을 수 있으며, 특별한 도구 없이 손에 들고 먹을 수 있는 음식이다. 따라서 바쁜 아침 출근길에 간편하게 먹기 좋으며, 나들이용 도시락으로 인기있는 음식이다. 출근 시간대와 나들이철의 편의점 김밥 판매량의 증가는 위와 같은 문화를 반영한다.

## 김밥 명소
1. 광장시장 - 서울 종로5가에 위치한 이곳은 김밥을 비롯한 분식류를 판매하는 대표적인 시장이다.[23] 단무지, 당근, 시금치 세 가지 재료만 들어가는 꼬마김밥을 겨자소스에 찍어먹는 '마약김밥'이 대표적인 메뉴이다.[24]
2. 통영시 - 충무김밥의 전통이 이어져 내려오는 곳이다.[25]

## 매체
- 한국의 혼성그룹 더 자두가 김밥이라는 노래를 불렀다.[26]

## 같이 보기
- 노리마키
- 삼각김밥
- 떡볶이
- 튀김
- 순대